# Hugo García Robles
Hugo García Robles (Montevideo, 10 de noviembre de 1931 - Ibidem, 31 de diciembre de 2013) fue un escritor, periodista, traductor, gastrónomo, crítico de vinos y de arte uruguayo. Conocido por sus trabajos sobre gastronomía y crítica de vinos, para los que utilizó el seudónimo de «Sebastián Elcano».

## Trayectoria
Fue discípulo de Lauro Ayestarán en musicología. En 1969 publicó El cantar opinando (Alfa, Montevideo, 1969) un estudio sobre la canción política en Uruguay, desde los cielitos patrióticos del siglo XIX hasta las canciones de protesta en los años 1960. 
En 1974, durante la dictadura cívico-militar en Uruguay (1973-1985), se exilió en Caracas, Venezuela, donde residió hasta 1987, año en el que regresó a Uruguay. Trabajó en la prensa venezolana como crítico de música y literatura. Como gastrónomo y crítico de vinos, escribió notas bajo el seudónimo de «Sebastián Elcano» y fundó la revista La Casa de Lúculo, pionera en Venezuela sobre estos temas, junto a tres amigos entre los que estaba el crítico de vinos chileno César Fredes. También fue director de un suplemento mensual sobre comidas y de otro sobre vino y bebidas en general.
Desde los años 1990 colaboró semanalmente con el diario El País y el semanario Búsqueda, y tuvo un espacio semanal en radio Sarandí sobre gastronomía y vinos. Colaboró con la revista Epicuro, dirigida en Chile por César Fredes. Trabajó como editor en Caracas y en Barcelona, España. También fue locutor de radio El Espectador y docente de gastronomía.
Tradujo obras del francés, inglés e italiano, entre ellas Lunar caustic de Malcolm Lowry y Escritos corsarios de Pier Paolo Pasolini.

## Obras
- El folklore musical de Argentina y Uruguay
- Folklore de Oriente y África
- El cantar opinando (Alfa, Montevideo, 1969)
- El recetario de la memoria (Vintén Editor, Montevideo, 1996) firmado como «Sebastián Elcano».
- El mantel celeste (Ediciones de la Banda Oriental, 2005)